# Mathieu-François Molé
Mathieu-François Molé (* 30. März 1705; † 1793) war ein französischer Magistrat am Parlement de Paris. Er war Chevalier, Marquis de Méry-sur-Oise, Seigneur, dann Comte de Champlâtreux, Seigneur de Charonne et de Luzarches, sowie Président à mortier und Erster Präsident des Parlements von Paris.

## Leben
Mathieu-François Molé war der einzige Sohn von Jean-Baptiste Mathieu Molé, Seigneur de Lassy et de Champlâtreux, Président à mortier, und Marie Nicole Le Gorlier.
Er war Maître des requêtes, Conseiller (3. Mai 1724), Président à mortier (1. März 1731, im Amt 16. Mai 1731), dann Erster Präsident (Ende September 1757 nach der Demission von René-Charles de Maupeou). Er trat im Oktober 1763 von seinem Amt zurück, weil er Madame de Pompadour nicht den Hof machen wollte. Sein Nachfolger wurde René-Nicolas-Charles-Augustin de Maupeou, der Sohn seines Vorgängers.
Die Aussagen über seine Persönlichkeit sind kontrastreich:
- laut dem jansenistischen Parlamentsbeamten Robert de Saint-Vincent „trat M. Molé [1757] mit den weisesten und friedlichsten Vorsichtsmaßnahmen sein Amt an. Er hatte einen rechtschaffenen und sanftmütigen Charakter. Ehrgeiz hatte keinen Anteil an seiner Erhebung. [...] Die gesamte Verwaltung von M. Molé wäre mehrere Jahre lang in größter Ruhe verlaufen, wenn nicht Ereignisse, die stärker waren als die Verwalter, die Ruhe seiner Seele erschüttert und ihn heftigen Erregungen ausgesetzt hätten, die zu stark waren für einen Mann, dessen physische und moralische Kräfte nie auf der Höhe, geschweige denn über den Stürmen lagen.“[1]
- Der antijansenistische Parlamentsanwalt Edmond Jean François Barbier schrieb im September 1757: „M. le Président Molé ist ein sehr ehrlicher Mann, aber er ist sehr hoch, sowohl wegen seiner Geburt als auch wegen seines Reichtums; er hat, wie man sagt, 400.000 Livre Renten [...] er zählt viel am Hof durch die Heirat seiner Tochter mit dem ältesten Sohn des Herzogs von Brissac [...]. Ein Mann wie M. Molé, der vom Hof unterstützt wird, wird vielleicht die Form der Generalversammlungen regeln und durch Autorität zusammen mit den Herren Präsidenten Kabalen und tumultartige Meinungen verhindern, wie sie seit 1750 praktiziert wurden.“[2]
- laut dem Marquis d’Argenson, « ...watschelnd, unruhig, unansehnlich, von eigentümlicher Unwissenheit […] es gibt nur seinen Namen und seine Reichtümer, von denen man Gutes sagt, von seinem Herzen gibt es nicht viel zu sagen; aber um seinen Geist und seine Wissenschaft ist sehr schade... »[3].

## Ehe, Familie und Vermögen
Mathieu-François Molé heiratete am 22. September  in Paris Bonne-Félicité Bernard de Coubert (* 20. September 1721), einzige Tochter des Finanziers Samuel Bernard, Seigneur deCoubert, und dessen zweiter Ehefrau, Pauline Félicité de Saint-Chamans. Als ihr Vater 1739 starb, erhielt Mme Molé ein sehr großes Erbe von 6 Millionen Livres. Sie starb am 16. Februar 1784 im Alter von 62 Jahren in Paris und wurde in der Kapelle ihres Schlosses in Méry sur Oise beigesetzt.
Die Molé verwendeten ihr Vermögen, um einen stattlichen Grundbesitz aufzubauen:
- Im Juli 1740 kauften sie das Hôtel de Roquelaure, heute Boulevard Saint-Germain 246 in Paris, ein sehr schönes Hotel, das der Marschall Roquelaure 1722 hatte bauen lassen.
- Von 1751 bis 1757 ließen sie das Schloss Champlâtreux, ein bescheidenes Haus im Louis-XIII-Stil, das die Familie Molé 1618 gekauft hatte, viel größer wieder aufbauen. Die Bauarbeiten wurden vom Architekten Jean-Michel Chevotet geleitet und kosteten 513.507 Pfund.
- Um 1740–1760 ließen sie auch den Park und das Schloss Méry-sur-Oise modernisieren, das Samuel Bernard von seinen Schwiegereltern, dem Marquis und der Marquise de Saint-Chamans, gekauft hatte, um es 1728 seiner Tochter zu schenken.[5]

Mathieu François Molé und Bonne Félicité Bernard bekamen sechs Kinder, von denen zwei erwachsen wurden:
- Bonne Félicité Louise (* 6. Februar 1737; † jung)
- Tochter (* 1738; † jung)
- Marie Gabrielle Félicité (* 18. März 1740; † 19. Oktober 1790 in Paris); ⚭ 30. August 1756 Louis-Joseph Timoléon de Cossé-Brissac (* 18. oder 28. April 1733; † 29. August 1759 in Paris), Comte de Brissac, 1756 Duc de Cossé, Sohn von Jean Paul Timoléon de Cossé, Duc de Brissac, Marschall von Frankreich, und Marie Josèphe Durey de Sauroy (keine Nachkommen)
- Mathieu Henri (* 15. Oktober 1748; † 29. März 1755 in Paris)
- Mathieu Édouard Louis (* 9. Juni 1750; † 24. Februar 1752 in Paris)
- Édouard François Mathieu Molé (* 5. März 1760; † guillotiniert 21. April 1794), Comte de Champlâtreux; ⚭ 31. Januar (Ehevertrag ?) und/oder 9. April 1779 Marie-Etiennette Louise Élisabeth de Lamoignon (* 3. Oktober 1763; † 4. März 1825 in Vannes)